# Platycheirus goeldini
Platycheirus goeldini är en tvåvingeart som beskrevs av Nielsen 2004. Platycheirus goeldini ingår i släktet fotblomflugor, och familjen blomflugor. Inga underarter finns listade i Catalogue of Life.